# 魁北克省省督
魁北克省省督（英語：Lieutenant Governor of Quebec；法語：［男］或［女］）是加拿大君主查理斯三世在加拿大魁北克省的代表，負責在該省行使君主的職權。此職位隨東加拿大省改制為現稱而設立。人選是經加拿大總理提名後由加拿大聯邦總督委任，而在提名過程中亦通常會諮詢省長的意見，產生方法與其他省份的省督相若。

## 外部連結
- Les lieutenants-gouverneurs depuis 1867 （页面存档备份，存于） （法文）
- Lieutenant Governor of Quebec （页面存档备份，存于）